# Televizní hlasatel

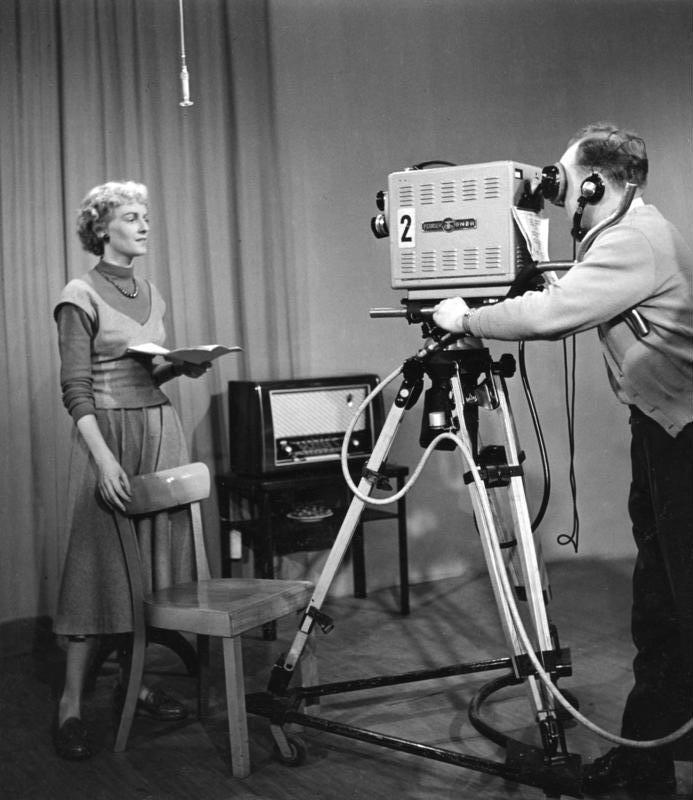
Televizní hlasatelka před kamerou ve studiu německé NWDR (1953)

Televizní hlasatel (též programový hlasatel) je televizní profese. Úkolem televizních hlasatelů je v živém vstupu či v předtočeném záznamu uvádět krátkými anotacemi pořady, které jsou zařazeny v televizním programu konkrétní televize či televizní stanice.

## Česko
V Československu byla první stálou programovou hlasatelkou Jarmila Šusterová, která v Československé televizi působila v letech 1956–1971. Televizní hlasatele převzala počátkem 90. let 20. století také nově zřízená Česká televize, která je využívala do konce roku 2005 (od roku 1998 už pouze externě), kdy byla tato pozice zrušena. Pořady zařazené do programu začaly být od počátku roku 2006 anoncované výhradně audiovizuálními upoutávkami. Posledními hlasateli, který v ČT působili až do konce této profese, byli Alexander Hemala, Iveta Kováčová, Petr Lesák, Viola Ottová, Gabriela Přibilová, Jiří Ptáčník, Marie Retková a Martina Vrbová, navíc Klára Doležalová odešla z pozice hlasatelky ČT o několik týdnů dříve. Televizní hlasatelé se původně texty pro jednotlivé vstupy (kterých bylo až 20 za jednu 12hodinovou službu) museli učit nazpaměť, teprve koncem 80. let 20. století se začalo používat provizorní čtecí zařízení v podobě popsaného papíru. Profesionální čtecí zařízení se výbavou hlasatelny stalo v polovině 90. let 20. století. Zpočátku se vstupy hlasatelů vysílaly živě, později byly předtáčené a vysílané ze záznamu. V posledních letech vystupovali hlasatelé živě pouze večer. Ke krátkodobé obnově pozice televizních hlasatelů došlo během pandemie covidu-19 na stanici ČT3 určené pro seniory. Hlasatelkami se od března 2020 na několik měsíců staly moderátorky pořadu Sama doma.
Komerční televize vzniklé po sametové revoluci v roce 1989 pozici televizních hlasatelů nevyužívaly.

### Seznam hlasatelů
Seznam nemusí být úplný.
Muži
- Miloš Frýba
- Alexander Hemala (1973–2005)
- Richard Honzovič
- Petr Lesák (1999–2005)
- Jiří Ptáčník (1976–1981, 1990–2005)
- Ondřej Šrámek
- Roman Víšek (?–1997/1998)
- Karel Voříšek
- Karel Zajíc

Ženy
- Saskia Burešová (?–2000)
- Heda Čechová
- Klára Doležalová (1998–2005)
- Dagmar Dvořáčková
- Soňa Dvořáková
- Eva Dudková (?–1987)
- Jana Fořtová
- Elena Galanová
- Jana Kopřivová-Smutná
- Iveta Kováčová (1998–2005)
- Marcela Kršová
- Stanislava Lekešová
- Kateřina Lojdová
- Eva Kunertová-Mudrová (Ostrava; 1955–?)
- Kateřina Medunová
- Renée Nachtigallová
- Viola Ottová (?–2005)
- Jaroslava Panýrková
- Gabriela Přibilová (?–2005)
- Marie Retková (1977–2005)
- Vlasta Řeháčková
- Marta Heinová-Skarlandtová
- Daniela Střítecká
- Jarmila Šusterová (1956–1971)
- Hana Švejnohová
- Marie Tomsová
- Zdena Vařechová
- Hana Vávrová-Heřmánková
- Milena Vostřáková
- Martina Vrbová (?–2005)
- Anna Wetlinská
- Brigita Zlámalová

Na ČT3 (2020)
- Jana Havrdová
- Martina Hynková Vrbová
- Lucie Křížová